# 微軟模擬列車2
《微軟模擬列車2》是一款由Aces Studio開發的列車模擬遊戲。目前此遊戲已取消發行。

## 外部連結
- 官方网站
- Rick Selby's PBase Gallery （页面存档备份，存于）
- Cascade Game Foundry （页面存档备份，存于）